# Anthologie-Serie
Eine Anthologie-Serie (auch: Anthologieserie, Serien-Anthologie oder anthologische TV-Serie) ist eine Fernsehserie, bei der die Episoden bzw. Staffeln zwar unter einem vereinenden Thema stehen, aber – anders als bei gewöhnlichen Fernsehserien – unterschiedliche Figuren, eine unterschiedliche Handlung und Besetzung sowie gegebenenfalls auch unterschiedliche Eigenschaften aufweisen bzw. in unterschiedlichen fiktiven Welten spielen. Der Name Anthologie-Serie lehnt sich an den Begriff Anthologie an, der in der Regel für ein Sammelwerk aus inhaltlich unabhängigen Kurzgeschichten steht.

## Auswahl
Auswahl an Anthologie-Serien, von denen jede Episode eine andere Handlung, Besetzung und ein anderes Figurenensemble hat, sind:
- Tales of Tomorrow (1951–1953)
- General Electric Theater (1953–1962)
- Science Fiction Theatre (1955–1957)
- Alfred Hitchcock Presents (1955–1965)
- Twilight Zone (1959–1964, 1985–1987, 2002, 2019–2020)
- The Outer Limits (1963–1965, 1995–2002)
- Masters of Horror (2005–2007)
- Black Mirror (seit 2011)
- Philip K. Dick’s Electric Dreams (2017)
- Into the Dark (seit 2018)
- Star Trek: Short Treks (seit 2018)
- Love, Death & Robots (seit 2019)

Auswahl an Anthologie-Serien, von denen jede Staffel eine andere Handlung, Besetzung und ein anderes Figurenensemble hat, sind:
- American Horror Story (bislang zwölf Staffeln, seit 2011)
- Fargo (bislang fünf Staffeln, seit 2014)
- True Detective (bislang vier Staffeln, seit 2014)
- American Crime (drei Staffeln, 2015–2017)
- American Crime Story (bislang drei Staffeln, seit 2016)
- Dirty John (bislang zwei Staffeln, 2018–2020)